# Drużelubiwka (obwód charkowski)
Drużelubiwka (ukr. Дружелюбівка) – wieś na Ukrainie, w obwodzie charkowskim, w rejonie iziumskim. W 2001 liczyła 356 mieszkańców, spośród których 338 posługiwało się językiem ukraińskim, 17 rosyjskim, a 1 innym.